# Is Anyone Up?
Is Anyone Up? era un sitio web pornográfico en línea, basa
do en contenido generado por el usuario, que dejó de funcionar en 2012. Este sitio permitía a los usuarios enviar fotografías o videos de forma anónima, principalmente imágenes de desnudos, eróticas y sexualmente explícitas. El sitio estaba estrechamente asociado con la escena musical metalcore y post-hardcore, y también presentaba y representaba numerosas fotos de desnudos de músicos de estos géneros.
Is Anyone Up? fue objeto de una gran controversia debido a la prevalencia de envíos de pornografía de venganza al servicio, muchos de los cuales fueron enviados por exparejas románticas sin consentimiento y con malas intenciones. Muchas de las imágenes pornográficas de venganza enviadas se obtuvieron como resultado de múltiples ataques a cuentas de correo electrónico. Los incidentes en curso dieron lugar a numerosas demandas e incluso amenazas de muerte dirigidas a Hunter Moore, fundador y propietario de Is Nobody Up?. El sitio web se cerró el 19 de abril de 2012.

## Historia y antecedentes
Is Anyone Up? fue fundada a finales de 2010. El fundador Hunter Moore declaró que la idea del sitio provino de una mujer a la que continuamente le pedía que le enviara imágenes sugerentes. Luego creó un blog, alojando fotografías de desnudos de cualquier persona, y finalmente se convirtió en isanyoneup.com. Moore se benefició del sitio web publicando anuncios de pornografía y vendiendo mercadería. Para el mes de noviembre de 2011, los ingresos del sitio web fueron de $ 13,000, las tarifas del servidor fueron de $ 8,000 y las visitas a la página superaron los 30 millones. Moore informó que trabajaba 19 horas al día, cinco días a la semana, administrando el sitio, y tenía un equipo de seis personas trabajando para él, incluidos dos especialistas en verificación de edad, para asegurarse de que todas las personas mostradas tuvieran al menos 18 años.
Los envíos al sitio web generalmente seguían la misma fórmula, mostrando la miniatura del perfil del sitio web de una red social de una persona (como su perfil de Facebook o Twitter ), luego mostrando imágenes de ellos vestidos, antes de revelar imágenes de sus genitales. En algunos casos, las imágenes mostraban a personas realizando actos sexuales como la masturbación . Luego, cada línea de envío terminaba con una "imagen de reacción", que generalmente mostraba un archivo gif fijo o animado de una escena popular o un meme de Internet como una "reacción" satírica a las imágenes mostradas.
Moore afirmó que tomó precauciones legales antes de subir imágenes al sitio, verificando inicialmente la edad de las personas cuyas fotografías se enviaron a través de los sitios de redes sociales. Envió la información de IP de las personas que enviaron fotos de personas menores de edad a un abogado en Las Vegas, quien la entregó a la policía. Otra categoría en el sitio, llamada "Daily Hate", presentaba reacciones de enojo de personas a las que se les habían publicado fotos sin su consentimiento.[cita requerida]
El 19 de abril de 2012, Moore vendió el sitio web a James McGibney, que dirige Bullyville.com, un sitio que permite a personas anónimas compartir detalles sobre personas que las han intimidado o acosado. Moore publicó una carta abierta en BullyVille.com y en el dominio isanyoneup.com explicando su decisión.

## Controversia
Is Anyone Up? fue objeto de mucha controversia. Muchos individuos demandaron a Moore o a aquellos asociados con el dominio Is Anyone Up? para la visualización de sus imágenes de desnudos en el sitio web. Si bien algunas imágenes fueron enviadas por ellos mismos, otras eran " pornografía de venganza ", que se ha descrito como "recuerdos pornográficos de relaciones que salieron mal".

La gente me amenaza con demandas todos los días, lo cual es divertido, porque alimenta el sitio. ... Las personas que se enojan odian mi sitio y quieren eliminarlo. Me envían todas estas cosas locas, pero al mismo tiempo solo están creando contenido para mi sitio, lo que me hace más popular.

En noviembre de 2011, Moore apareció en Anderson para discutir Is Anyone Up? mientras se enfrentaba a dos mujeres que habían sido expuestas en el sitio web por un usuario anónimo. Cuando una de las mujeres criticó a Moore por "ayudar" a las personas engañosas que difunden este tipo de fotografías, él respondió: "Nadie te puso una pistola en la cabeza y te obligó a tomar estas fotografías". Es 2011, todo está en Internet".
El 21 de agosto de 2012, el fundador de BullyVille, James McGibney, publicó una carta abierta a Hunter Moore en la página principal del dominio isanyoneup, anunciando una demanda colectiva y animando a la gente a unirse.

### Incidentes
La banda de rock de Florida A Day to Remember se negó a tocar en el festival Bamboozle de 2011, sabiendo que Hunter Moore estaría presente. Exigieron que lo sacaran del lugar porque se opusieron a que el sitio de Moore albergara imágenes de desnudos del bajista de la banda, Joshua Woodard, semanas antes.
Una mañana de agosto de 2011, una mujer que aparece en el sitio web atacó y apuñaló a Moore con un bolígrafo. Moore logró escapar con una herida en el hombro que requirió cirugía.
En diciembre de 2011, el sitio web de redes sociales Facebook supuestamente amenazó con emprender acciones legales contra el sitio web, bloqueó cualquier enlace al dominio isanyoneup.com a través de su sitio y eliminó la página oficial de "me gusta" de su base de datos.

### Investigación del FBI
El 16 de mayo de 2012, The Village Voice informó que Moore e Is Anyone Up fueron objeto de una investigación por parte del FBI, ya que se creía que una gran cantidad de las imágenes alojadas anteriormente en el sitio habían sido obtenidas ilegalmente por un hacker conocido como 'Gary Jones'. ABC Nightline reveló que Charlotte Laws inició la investigación del FBI después de que apareciera una foto de su hija en el sitio web.
En enero de 2014, Moore y su presunto ayudante Charles Evens fueron arrestados por el FBI y acusados en un tribunal de distrito federal de California por cargos de conspiración, acceso no autorizado a una computadora protegida y robo de identidad con agravantes.
En febrero de 2015, Moore se declaró culpable de robo de identidad agravado y de complicidad en el acceso no autorizado a una computadora.
El 2 de julio de 2015, Charles Evens se declaró culpable de los cargos de piratería informática y robo de identidad, y confesó haber robado cientos de imágenes de las cuentas de correo electrónico de mujeres y vendérselas a Moore. La jueza federal de distrito Dolly M. Gee condenó a Evans a más de dos años de cárcel y una multa de $2000. El mismo juez sentenció a Moore en diciembre de 2015 a 2 años y medio en una prisión federal con tres años de supervisión luego de su liberación. También tuvo que someterse a una evaluación de salud mental y pagar una multa de $2000.

## Cultura popular
El grupo alemán de metalcore Electric Callboy tiene un sencillo llamado "Is Anyone Up?" que describe la idea general y los atributos del sitio. La banda electrónica Blood on the Dance Floor lanzó el álbum Evolution en 2012, que contiene la canción "Revenge Porn" que hace referencia al sitio y a Hunter Moore en la letra. El grupo de electropop Millionaires lanzó un remix de la canción de Ludacris "My Chick Bad" titulado "My Chick Bad (Remix)" que contenía letras que discutían la publicación de imágenes en Is Anyone Up? .
En julio de 2022, Netflix anunció que lanzaría una serie documental de tres partes el 27 de julio sobre IsAnyoneUp.com titulada El hombre más odiado en Internet, que presenta entrevistas con víctimas y agentes del orden.